# Теоретична премія Джона фон Неймана
Теоретична премія Джона фон Неймана Інституту дослідження операцій і управління — нагорода, яку щорічно присуджують особі (або іноді групі), яка зробила фундаментальний внесок у теорію дослідження операцій та науки про керування.
Премію імені математика Джона фон Неймана присуджують за сукупність робіт, а не за окрему роботу. Вона має відбивати внесок, який витримав перевірку часом. Критерії включають значущість, інноваційність, глибину та наукову досконалість.
Нагорода становить 5000 доларів США, медальйон і оголошення подяки.
Премію присуджують із 1975 року. Першим лауреатом став Джордж Данціг за праці з лінійного програмування.

## Список нагороджених
- 2023: Хрістос Пападімітріу і Міхаліс Яннакакіс[1]
- 2022: Віджай Вазірані[en]
- 2021: Олександр Шапіро[de]
- 2020: Адріан Льюїс[en]
- 2019: Дімітріс Берцімас[en] і Чон-Ші Панг[de]
- 2018: Дімітрі Берцекас[en] і Джон Ціцикліс[en]
  - за внесок у паралельні та розподілені обчислення, а також у нейродинамічне програмування.
- 2017: Дональд Гольдфарб[en] і Хорхе Носедаль[en]
  - за фундаментальний внесок у теорію та застосування нелінійної оптимізації за останні кілька десятиліть.
- 2016: Мартін Рейман[en] і Рут Вільямс[en]
  - за основоположний внесок у дослідження за останні кілька десятиліть у теорію та застосування «стохастичних мереж/систем» та їх «апроксимації інтенсивного трафіку».
- 2015: Вацлав Хватал і Жан Бернар Ласер[fr][2]
  - за фундаментальний і глибокий внесок у теоретичні основи оптимізації.
- 2014: Німрод Меґіддо[en]
  - за фундаментальний внесок у широкий спектр сфер дослідження операцій та науки про менеджмент, особливо в лінійному програмуванні, комбінаторній оптимізації та теорії алгоритмічних ігор.
- 2013: Мішель Балінський[en]
- 2012: Джордж Немгаузер[en] і Лоуренс Волзі[en][3]
- 2011: Жерар Корнвейольс[en], професор IBM дослідження операцій у Школі бізнесу Теппера[en] Університету Карнегі-Меллон
  - за фундаментальний і широкий внесок у дискретну оптимізацію, зокрема, глибокі дослідження збалансованих та ідеальних матриць, досконалих графів і січних площин у змішаній цілочисельній оптимізації.
- 2010: Сорен Асмуссен[de] і Пітер Глінн[de]
- 2009: Юрій Нестеров[ru] і Інью Є[en]
- 2008: Френк Келлі[en]
- 2007: Артур Вейнот[fr]
  - за глибокий внесок у три основні галузі дослідження операцій і керування: теорію запасів, динамічне програмування та програмування на ґратках.
- 2006: Мартін Ґрьотшель[en], Ласло Ловас і Александр Схрейвер[en]
  - за фундаментальну новаторську роботу в галузі комбінаторної оптимізації.
- 2005: Ісраель Ауманн
  - на знак визнання фундаментального внеску в теорію ігор та суміжні галузі.
- 2004: Майкл Гаррісон[en]
  - за глибокий внесок у дві основні галузі дослідження операцій і науки про керування[en]: стохастичні мережі та фінансову математику.
- 2003: Аркадій Немировський[ru] і Майкл Тодд[de]
  - за фундаментальний і глибокий внесок у неперервну оптимізацію.
- 2002: Дональд Іґлгарт[de] і Сайрус Дерман[en]
  - за фундаментальний внесок в аналіз продуктивності та оптимізацію стохастичних систем.
- 2001: Ворд Вітт[en]
  - за внесок у теорію масового обслуговування, прикладну теорію ймовірності[en] та стохастичне моделювання.
- 2000: Елліс Джонсон[en] і Манфред Падберг[en]
- 1999: Тірел Рокафеллар[en]
- 1998: Фред Гловер[en]
- 1997: Пітер Віттл[en]
- 1996: Пітер Фішберн[en]
- 1995: Еґон Балас[en]
- 1994: Лайош Такач[en]
- 1993: Роберт Герман
- 1992: Алан Гоффман[en] і Філіп Вулф[en]
- 1991: Річард Е. Барлов[en] і Френк Прощан[de]
- 1990: Річард Карп
- 1989: Гаррі Марковіц[4]
- 1988: Герберт Саймон[5]
- 1987: Самуелб Карлін[en]
- 1986: Кеннет Ерроу
- 1985: Джек Едмондс[en]
- 1984: Ральф Ґоморі[en]
- 1983: Герберт Скарф[en]
- 1982: Абрагам Чарнес[en], Вільям Купер[en] і Річард Даффін[en]
- 1981: Ллойд Шеплі
- 1980: Девід Ґейл[en], Гарольд Кун[en] і Альберт Такер[en]
- 1979: Девід Блеквелл[en]
- 1978: Джон Неш і Карлтон Лемке[en]
- 1977: Фелікс Поллачек[en]
- 1976: Річард Беллман
- 1975: Джордж Данціг
  - за внесок у лінійне програмування.

Існує також медаль IEEE Джона фон Неймана, яку щорічно присуджує IEEE «за видатні досягнення в галузі комп'ютерної науки та технологій».